# Mercedes Peris
Mercedes Peris Minguet (ur. 5 stycznia 1985 w Walencji) – hiszpańska pływaczka, brązowa medalistka mistrzostw świata (basen 25 m), mistrzyni Europy na długim basenie.
Specjalizuje się w pływaniu stylem grzbietowy. Jej największym dotychczasowym osiągnięciem jest złoty medal mistrzostw Europy w 2012 roku w Debreczynie na 50 m grzbietem.
Uczestniczka Igrzysk Olimpijskich z Pekinu na 100 m stylem grzbietowym (28. miejsce w eliminacjach).